# Pilar Segura Badia
Pilar Segura Badia   (Barcelona, 1930 - 7 de novembre de 2022) va ser una pintora i dibuixant catalana. Va formar-se a l'Escola d'Arts i d'Oficis Artístics de Barcelona (actualment anomenada Escola de la Llotja) i va ampliar els seus coneixements a França i Holanda. És membre de diverses entitats del món de l'art, com el Cercle Artístic de Sant Lluc i l'Agrupació Catalana d'Entitats Artístiques, entre d'altres. Cultiva una obra de caràcter figuratiu amb influències impressionistes i predilecció pels paisatges i els temes florals. La seva obra es troba distribuïda arreu d'Espanya i l'estranger en diverses col·leccions particulars i en un gran nombre de museus i institucions. A Catalunya es conserva obra seva en institucions com el Parlament i la Generalitat, entre d'altres, així com als museus següents:
Arts Santa Mònica, Museu de l'Empordà, Museu de la Garrotxa, Museu dels Raiers, Museu del Cau Ferrat, Museu Deu i Biblioteca Museu Víctor Balaguer.

## Obres destacades
- s/d (data d'ingrés 1997) - Oliveres (oli sobre tela), conservada a la Biblioteca Museu Víctor Balaguer.[5]
- s/d (data d'ingrés 2000) - Arbres (oli sobre tela), conservada al Museu d'Història de Girona.[5]
- s/d (data d'ingrés 2001) - Arbres de la Garrotxa (oli sobre taula), conservada al Museu de l'Empordà.[5]
- s/d (data d'ingrés 2001) - La tardor (oli sobre tela), conservada al Museu de l'Empordà.[5]